# Metachorista
Metachorista is een geslacht van vlinders uit de onderfamilie Tortricinae van de familie bladrollers (Tortricidae).

## Soorten
- Metachorista austera
- Metachorista caliginosa
- Metachorista deltophora
- Metachorista evidens
- Metachorista loepa
- Metachorista longiseta
- Metachorista megalophrys
- Metachorista mesata
- Metachorista refracta
- Metachorista spermatodesma
- Metachorista tineoides
- Metachorista ursula